# Andrei Socaci
Andrei Socaci (ur. 19 czerwca 1966 w Sântimbru) – rumuński sztangista.
Dwukrotny olimpijczyk (1984, 1988), srebrny medalista olimpijski (1984), czterokrotny medalista mistrzostw świata (1984–1986, 1990) oraz sześciokrotny medalista mistrzostw Europy (1986–1988, 1990–1992) w podnoszeniu ciężarów. 
Startował w wadze lekkiej (do 67,5 kg) oraz średniej (do 75 kg).

## Osiągnięcia

### Letnie igrzyska olimpijskie
- Los Angeles 1984 –  srebrny medal (waga lekka)
- Seul 1988 – 5. miejsce (waga średnia)

### Mistrzostwa świata
- Los Angeles 1984 –  srebrny medal (waga lekka) – mistrzostwa rozegrano w ramach zawodów olimpijskich
- Södertälje 1985 –  brązowy medal (waga średnia)
- Sofia 1986 –  brązowy medal (waga średnia)
- Budapeszt 1990 –  srebrny medal (waga średnia)

### Mistrzostwa Europy
- Karl-Marx-Stadt 1986 –  brązowy medal (waga średnia)
- Reims 1987 –  srebrny medal (waga średnia)
- Cardiff 1988 –  srebrny medal (waga średnia)
- Aalborg 1990 –  brązowy medal (waga średnia)
- Władysławowo 1991 –  złoty medal (waga średnia)
- Szekszárd 1992 –  srebrny medal (waga średnia)